# メーヌ＝エ＝ロワール県
メーヌ＝エ＝ロワール県（メーヌ＝エ＝ロワールけん、Maine-et-Loire）は、フランスのペイ・ド・ラ・ロワール地域圏の県である。県下を流れる支流メーヌ川（Maine）と大河ロワール川（Loire）にちなんだ県名である。両方の川は県内で合流する。
県は農村が主体で農業が優勢である。県はロワール流域に含まれ、世界遺産のシャトーが軒を連ねるロワール渓谷地方にある。

## 由来
フランス革命中の1790年3月4日に新設された。県はかつてのアンジュー州の大部分に該当する。新設当初の県名はマイエンヌ＝エ＝ロワール（Mayenne-et-Loire）であったが、1792年12月12日にメーヌ＝エ＝ロワールとなった。川としてのロワール川とメーヌ川は女性名詞であるが、メーヌ＝エ＝ロワール県を定冠詞をつけて表す場合はLe Maine-et-Loireとなり、男性名詞となる。男性名詞を用いるのは、おそらく近接する(男性たる)メーヌ伯（comté du Maine）領の由来である。

## 地理
フランス、グラン・ウエストと呼ばれる地域に含まれる。マイエンヌ県、ロワール＝アトランティック県、サルト県、ヴァンデ県、アンドル＝エ＝ロワール県、ドゥー＝セーヴル県、ヴィエンヌ県、イル＝エ＝ヴィレーヌ県、合計8つの県と接する（国内で2番目に接する県が多い）。1968年にセーヌ＝エ＝マルヌ県（現在10県と境を接している）が新設されるまでは、国内で最も接する県が多い県であった。
Atlas des paysages de Maine-et-Loireによれば、メール＝エ＝ロワールは13の景観ユニットで分類され、さらに小さな30の小地域で分けることができる。

## 歴史
1793年3月11日、反革命のヴァンデの反乱がショレで勃発した。
1815年6月、ワーテルローの戦いで第七次対仏大同盟が勝利すると、1818年11月までプロイセン軍が県を占領していた。

## 経済
メーヌ＝エ＝ロワールは地域圏第2の工業県で、61500人が雇用されている。食品加工業に15000人、建設業に16000人が雇用されている。
2008年当時、22596ある会社施設を分類すると、40%が工業、27%がサービス業、22%が商業、11%が建設業であった。アンジェ、ショレ、ソミュールの3大都市圏を含むアンジュー経済は全般的に農村部である。県内には30箇所の農村経済区があるが、ほぼ1/4は多様な経済の方向を向いている。
農業は県面積の64%で行われている。約800ヘクタールが人工土壌のため毎年消費される。
メーヌ＝エ＝ロワールは農業生産の価値が高い国内第5位の県である。県は国内初の園芸生産県であり、国内で初めてシャンピニョン・ド・パリ（マッシュルームの一種）の生産を始めた。他にリンゴ、クロスグリ、カモミールを生産する。また、面積の点ではフランス第3のブドウ畑を持つ。野菜生産は4200社あり2万人が雇用される。
年間約230万人の観光客が訪れ、直接的・間接的に1.5億ユーロの売上高をもたらすため、観光は県経済の重要な部分を占める。

## 人口統計
| 1801年  | 1831年  | 1841年  | 1851年  | 1856年  | 1861年  | 1866年  |
| ------- | ------- | ------- | ------- | ------- | ------- | ------- |
| 375.544 | 467.871 | 488.472 | 515.452 | 524.387 | 526.012 | 532.325 |
| 1872年  | 1876年  | 1881年  | 1886年  | 1891年  | 1896年  | 1901年  |
| 518.471 | 517.258 | 523.491 | 527.680 | 518.589 | 514.870 | 514.658 |
| 1906年  | 1911年  | 1921年  | 1926年  | 1931年  | 1936年  | 1946年  |
| 513.490 | 508.149 | 474.786 | 477.741 | 475.991 | 477.690 | 496.068 |
| 1954年  | 1962年  | 1968年  | 1975年  | 1982年  | 1990年  | 1999年  |
| 518.241 | 556.272 | 584.704 | 629.849 | 675.321 | 705.882 | 732.942 |
| 2006年  | 2007年  | 2008年  | 2009年  | 2010年  | 2011年  | 2012年  |
| 757.700 | 770.777 | 774.823 | 780.082 | 784.810 | 790.343 | 795.557 |

参照元:SPLAF et Insee

## 主なコミューン
最も人口の多いコミューンは、県庁所在地のアンジェである。2019年現在、人口2万人を超えるコミューンは6つある。
| コミューン                 | 人口（2019年） |
| -------------------------- | -------------- |
| アンジェ                   | 155,850        |
| ショレ                     | 54,037         |
| ソミュール                 | 26,467         |
| セーヴルモワンヌ           | 25,162         |
| ボープレオ＝アン＝モージュ | 23,419         |
| シュミエ＝アン＝アンジュー | 20,828         |

## ギャラリー

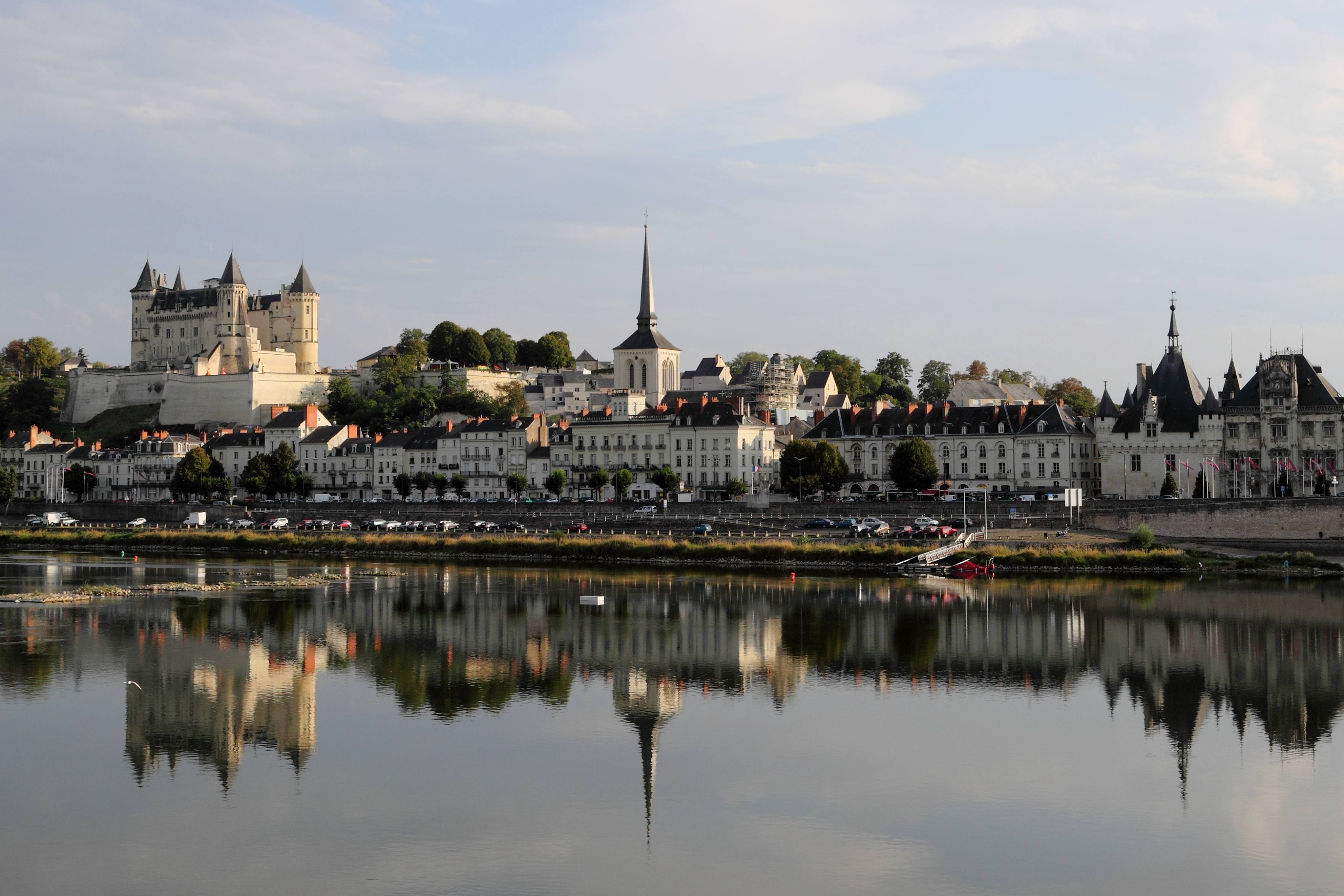
ソミュール
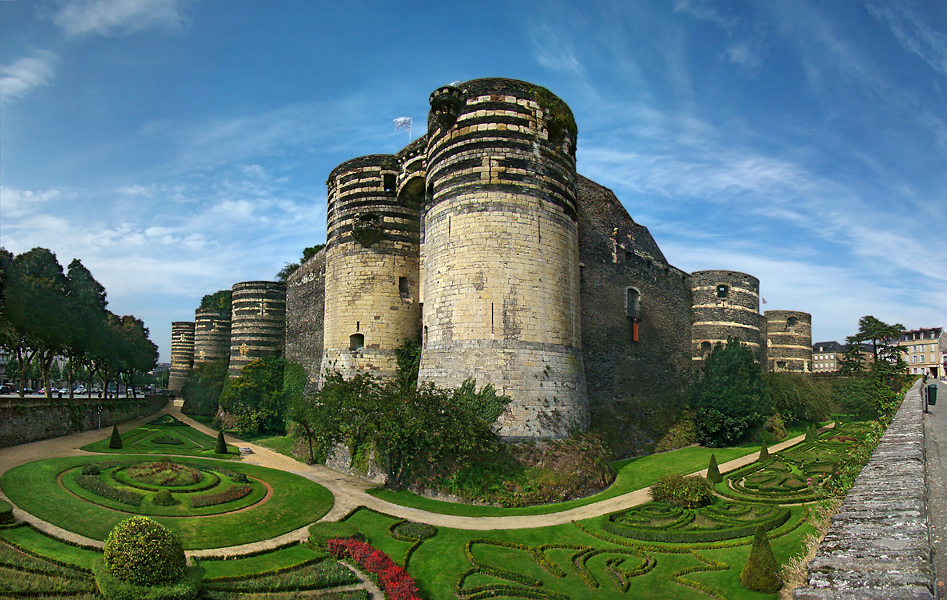
アンジェ城
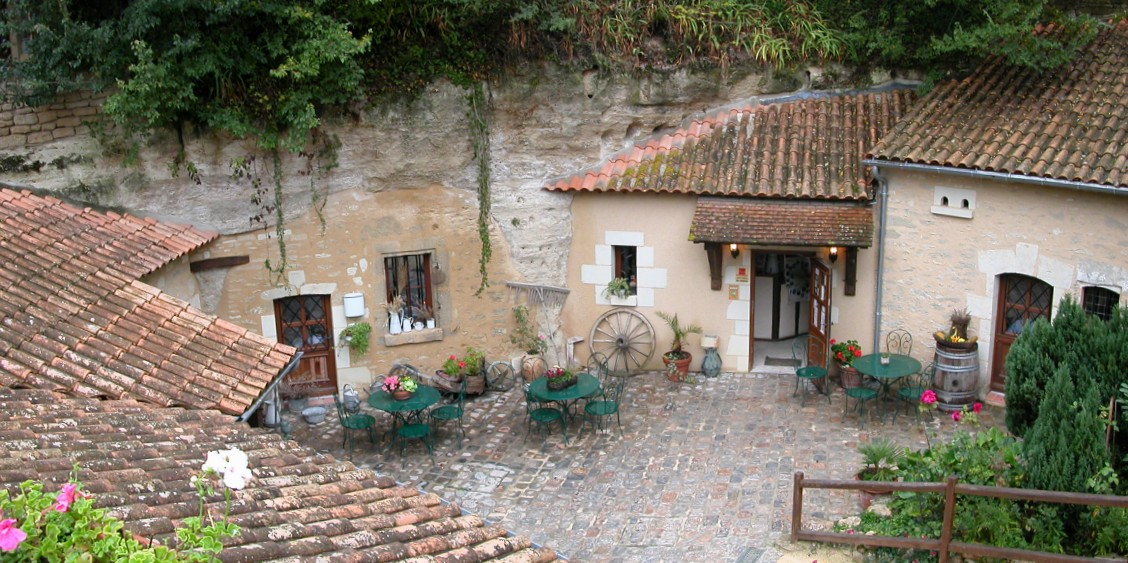
ルレス＝ロシュムニエの洞窟住居
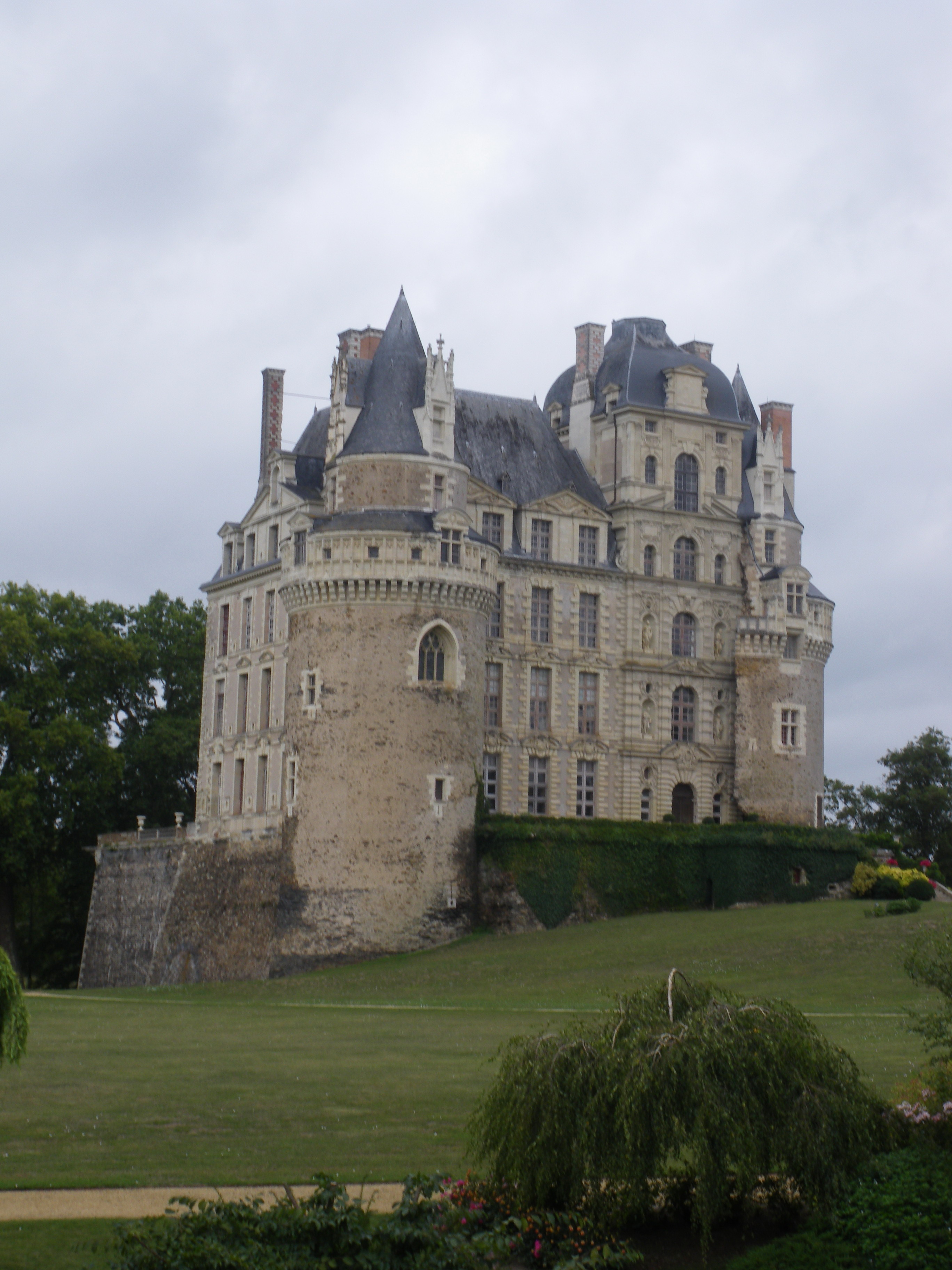
ブリサック城
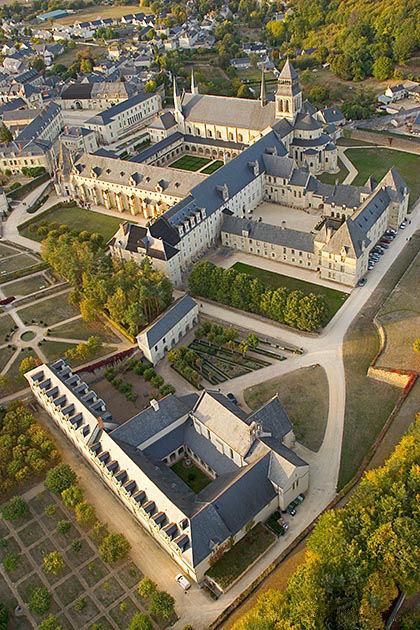
フォントヴロー修道院